# Otziás
Otziás, en grec moderne : Οτζιάς, est un village de l'île grecque de Kéa dans les Cyclades en Grèce.
Selon le recensement de 2011, la population du village compte 87 habitants.